# Фусин
Фуси́н (кит. упр. 复兴, пиньинь Fùxīng, буквально: «Повторный расцвет») — район городского подчинения городского округа Ханьдань провинции Хэбэй (КНР).

## История
В сентябре 1969 года во время посещения Ханьданя Мао Цзэдун сказал: «Ханьдань обязательно должен повторно расцвести». Позднее к западу от Пекин-Гуанчжоуской железной дороги было возведено много заводов, и в 1980 году здесь был создан городской район, получивший в качестве названия словосочетание из высказывания Мао Цзэдуна.

## Административное деление
Район Фусин делится на 7 уличных комитетов, 2 посёлка и 3 волости.